# Miasto kobiet (magazyn)
Miasto Kobiet – magazyn dla kobiet – dwumiesięcznik wydawany od 2004 roku – organizator cyklicznych wydarzeń wymiany ubrań w Polsce (ang. SWAP) i spotkań Klubów Miasta Kobiet z wybitnymi gośćmi specjalnymi (m.in.: prof. Vetulani, Heidtman, Skalska, prof. de Barbaro, Felicjańska, Haller). Czasopismo jest dostępne w formie papierowej i elektronicznej. Miasto Kobiet posiada swój własny portal internetowy. Redaktor naczelną pisma jest Aneta Pondo. Felietonistą czasopisma jest m.in. Łukasz Orbitowski, Małgorzata Majewska, Monika Jurczyk.

## Tematyka
Czasopismo jest podzielone na działy: Rozwój, Biznes, Miasto, Styl oraz Ciało i Dusza. W czasopiśmie można czytać o trendach w rozwoju, modzie, życiu gwiazd jak również o wydarzeniach w miastach. Artykuły czasopisma są skierowane zwłaszcza do kobiet z Krakowa i Warszawy. W Mieście Kobiet są informacje o krakowskich i warszawskich wydarzeniach, o zabiegach w lokalnych salonach kosmetycznych jak również o sesjach modowych polskich projektantów.
Bezpłatnie można znaleźć Miasto Kobiet w wybranych kawiarniach, restauracjach i biurowcach, salonach urody, salonach SPA i butikach oraz na prestiżowych imprezach na terenie Krakowa i Warszawy.
Dla Miasta Kobiet piszą m.in. Łukasz Orbitowski, Małgorzata Majewska, Karolina Macios czy Monika Jurczyk Osa.

## Akcje i imprezy
Miasto Kobiet organizuje następujące cykliczne akcje: Klub Miasta Kobiet, Szafobranie z Miastem Kobiet, Szafobranko, Srebrne Lustra. 
- Klub Miasta Kobiet to bezpłatne spotkania przede wszystkim dla kobiet, podczas których goście (znani styliści, dietetycy, lekarze, psychologowie, czy autorzy książek) dzielą się swoją wiedzą i doświadczeniem, inspirując je do pozytywnych zmian.

- Szafobranie to pierwszy cykliczny swap w Krakowie – odbywa się regularnie, co dwa miesiące. Uczestniczki Szafobrania wymieniąją się ubraniami[11][12][10].

- Szafobranko to bezgotówkowa wymiana ubranek i akcesoriów dziecięcych. Obecnie Sszafobranko odbywa się w Krakowie[13][14].
- Srebrne Lustra to plebiscyt na najlepsze gabinety kosmetyczne.